# Giuseppe Salviati
Giuseppe Porta, más conocido como Giuseppe Salviati, il Salviati o il Salviatino (Castelnuovo di Garfagnana, 1520-Venecia, 1575) fue un pintor manierista italiano. 

## Biografía
Fue discípulo de Francesco Salviati en Roma, de quien adoptó el apellido. Siguió a este a Venecia en 1539, donde formó un taller en el que adaptó el estilo manierista romano al gusto veneciano, con una progresiva influencia de Tiziano y Paolo Veronese. Realizó diversas decoraciones al fresco en villas y palacios venecianos, la mayoría perdidas hoy día. Se conservan en cambio sus lienzos de la Biblioteca Marciana y de varias iglesias venecianas: Presentación de Jesús en el Templo, basílica de Santa María dei Frari; Catalina de Alejandría con los santos Jerónimo, Juan Bautista, Santiago Apóstol y Virgen con el Niño, san Antonio Abad y san Bernardo, iglesia de San Francesco della Vigna; Cristo resucitado con los apóstoles Santiago, Tomás, Felipe y Mateo, basílica de San Juan y San Pablo; David y Saúl, basílica de Santa Maria della Salute; Aparición de Cristo, iglesia de San Zacarías.
En 1565 volvió a Roma, donde participó en la decoración de la Scala Regia del Palacio Apostólico Vaticano.
Entre sus discípulos se encuentran Pietro Malombra y Girolamo Gamberati. 

## Galería

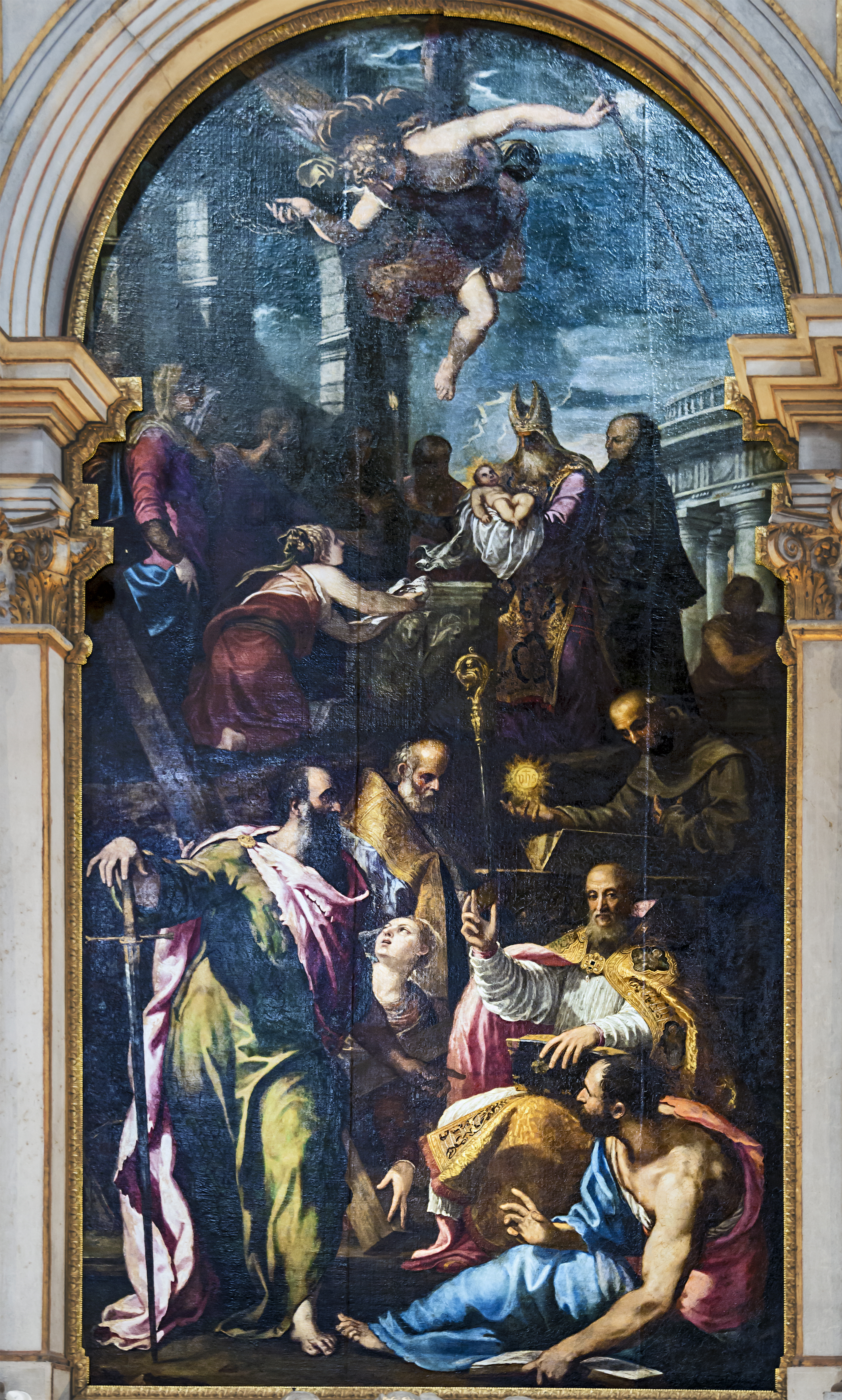
Presentación de Jesús en el Templo, basílica de Santa María dei Frari (Venecia)
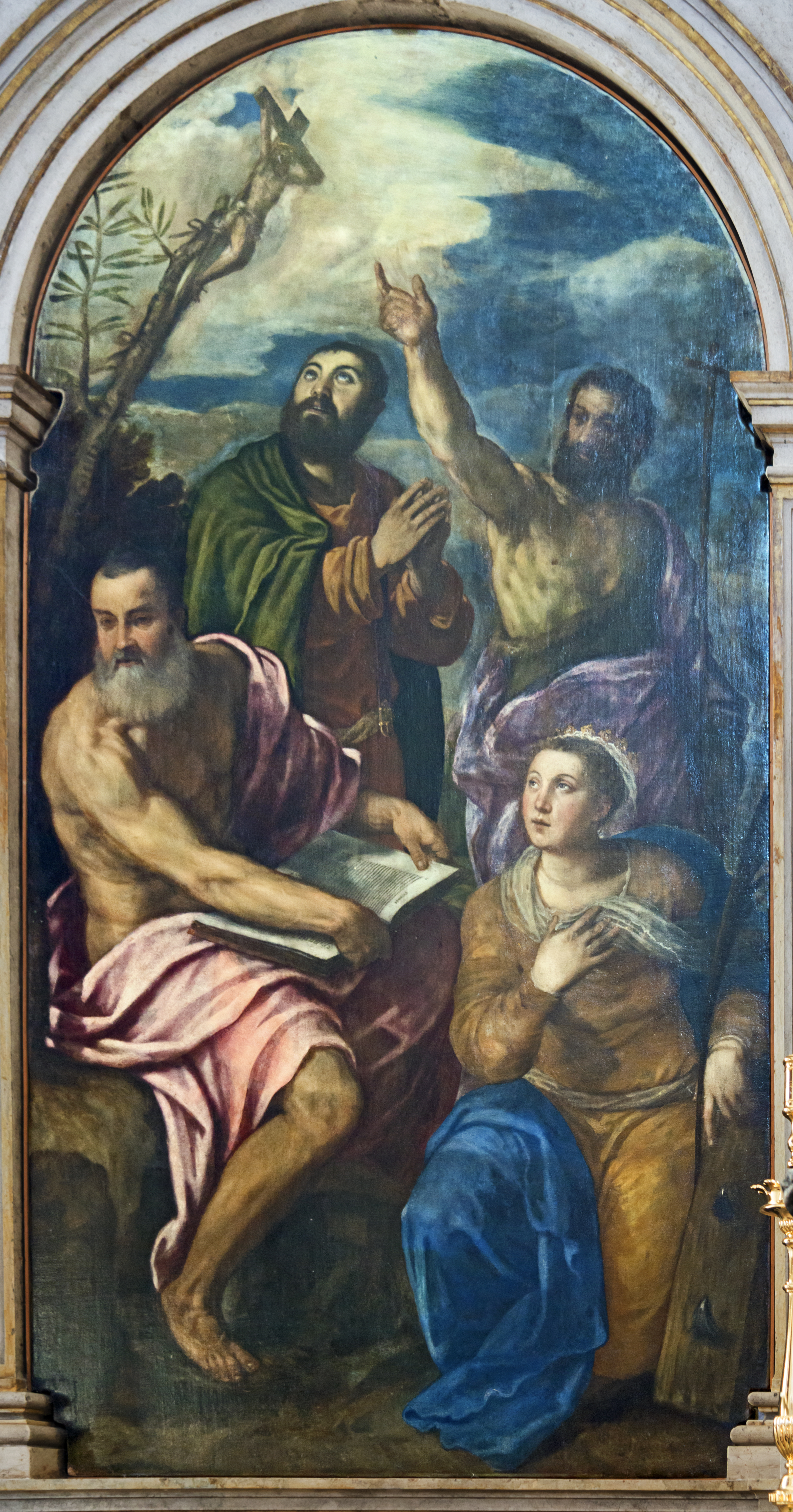
Catalina de Alejandría con los santos Jerónimo, Juan Bautista, Santiago Apóstol, iglesia de San Francesco della Vigna (Venecia)
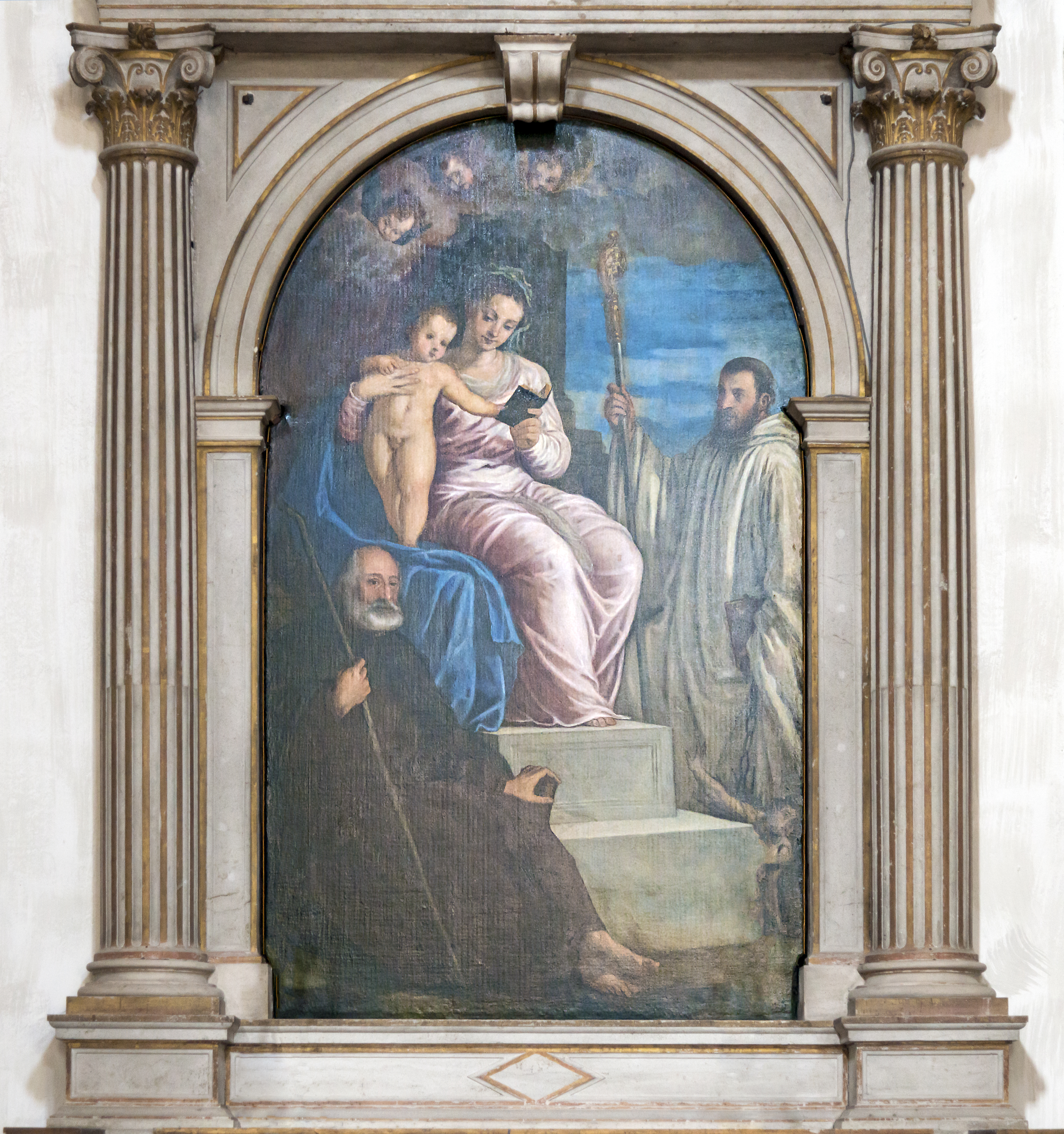
Virgen con el Niño, san Antonio Abad y san Bernardo, iglesia de San Francesco della Vigna (Venecia)
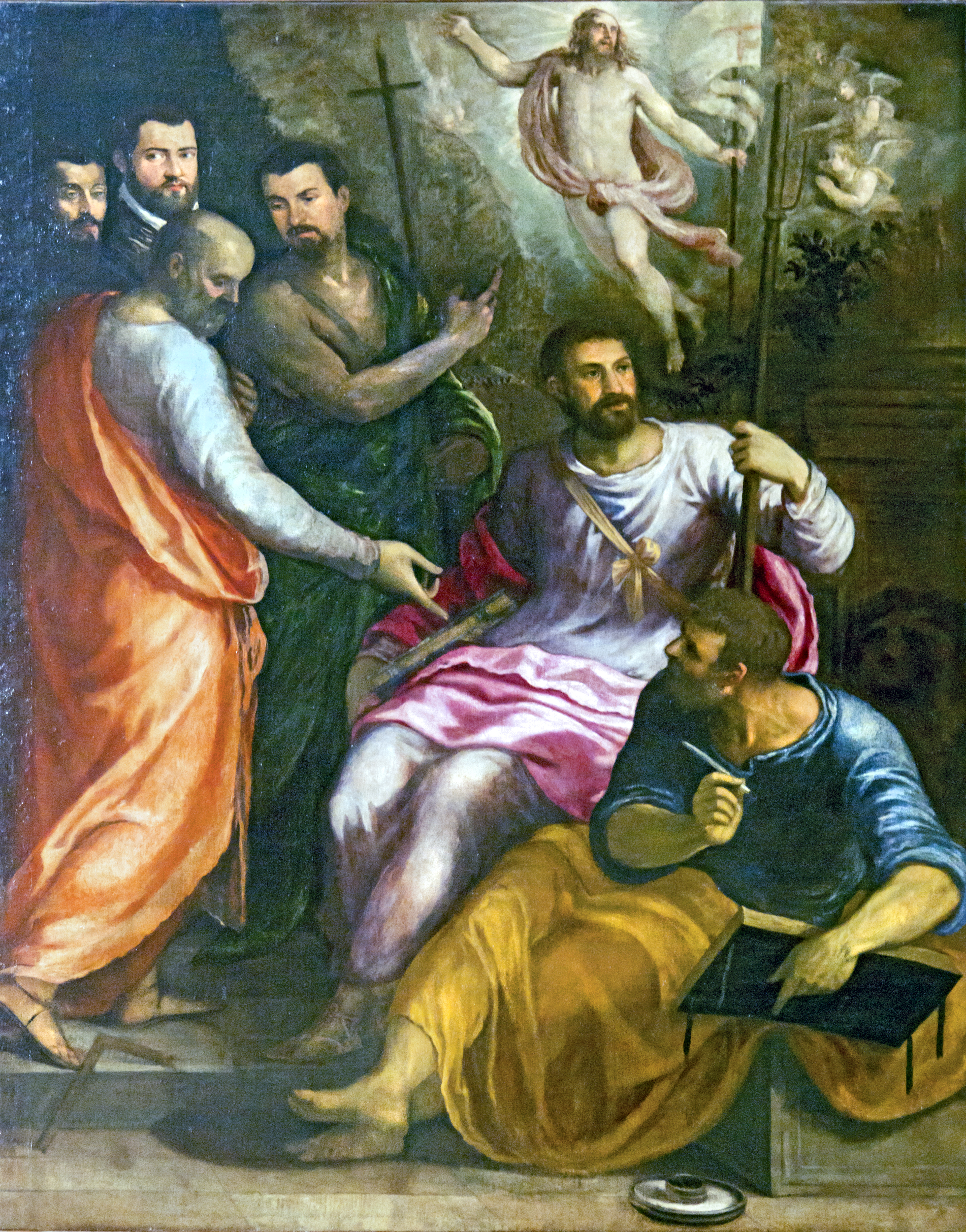
Cristo resucitado con los apóstoles Santiago, Tomás, Felipe y Mateo, basílica de San Juan y San Pablo (Venecia)
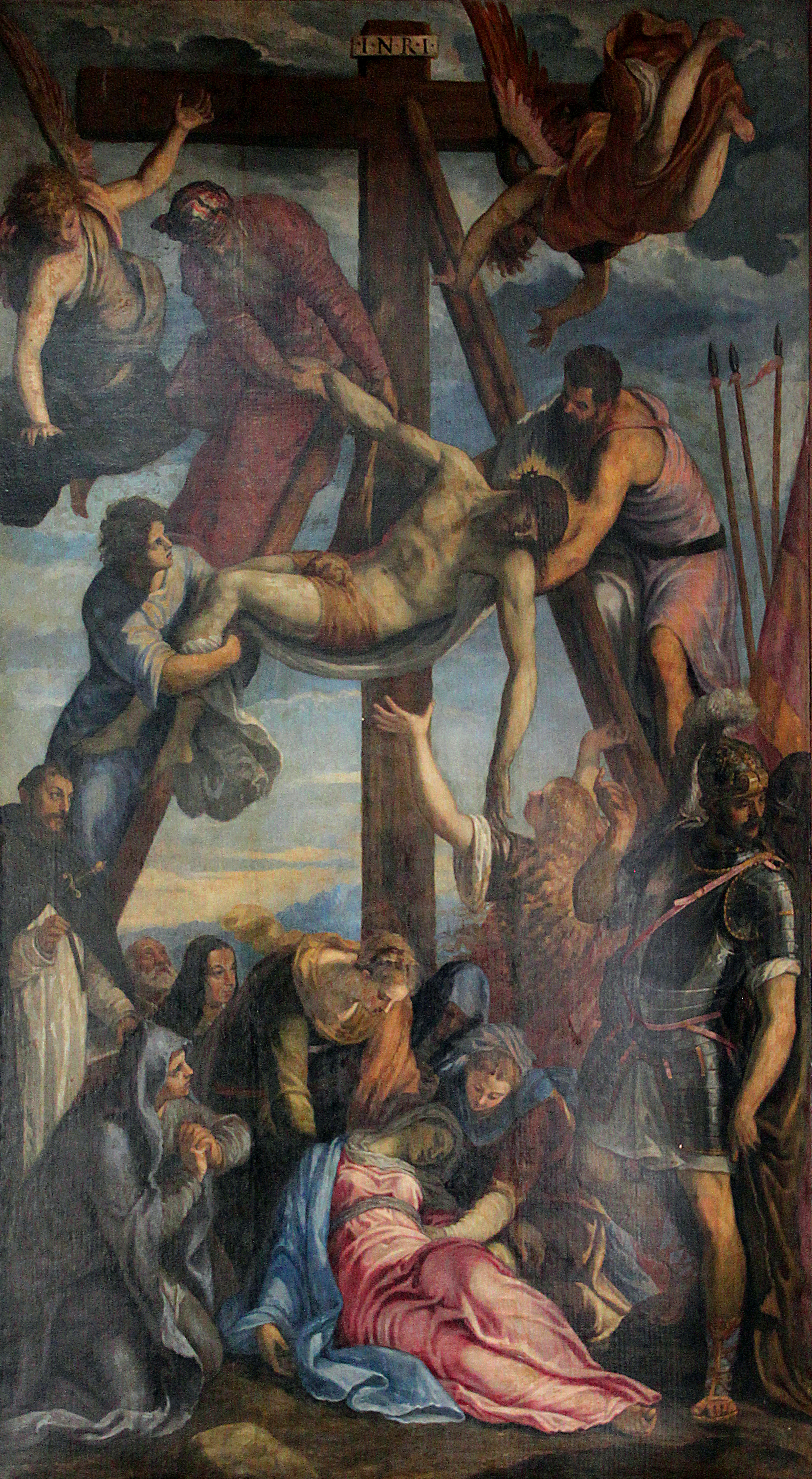
Descendimiento de la Cruz, iglesia de San Pietro Martire, Murano (Venecia)